# Нидерландский гульден
Нидерландский (голландский) гу́льден (нидерл. Nederlandse gulden, МФА: [ˈɣʏldə(n)]; символом является знак ƒ или fl.) — денежная единица Нидерландов с XIII века до 2002 (официально до 1999), когда она была заменена на евро. Делилась на 100 центов. Наименование валюты происходит от средневекового нидерландского слова gulden — золотой, поскольку первоначально гульдены чеканились из золота.
После введения в Нидерландах евро гульдены обмениваются Нидерландским банком по курсу 2,20371 NLG за 1 EUR или, соответственно, EUR 0,453780 за NLG 1, начиная с 28 января 2002 г., когда они были официально выведены из обращения.

## История
В 1517 году при Карле V Габсбурге впервые начали чеканить carolusgulden — «золотой Карла».
В 1581 году Генеральные штаты Республики Соединённых провинций провозгласили серебряный гульден, делившийся на 20 стюверов (нидерл. stuiver), каждый из которых делился на 8 дуитов (нидерл. duit) или 16 пеннингов (нидерл. penning). Кроме монет данного номинала, существовали также монеты в 30 стёйверов (даалдер, нидерл. daalder), серебряный дукат (нидерл. rijksdaalder) в 50 стёйверов и дукатон в 63 стёйвера. В 1810—1814 в связи с аннексией Нидерландов Францией валютой страны стал французский франк. В 1817 году была проведена денежная реформа, в соответствии с которой гульден стал делиться на 100 центов, хотя до 1840-х годов старые монеты находились в обращении. После оккупации страны Третьим рейхом 10 мая 1940 гульден был заменён на германскую рейхсмарку по курсу 1 гульден за 1,5 рейхсмарок, 17 июля того же года курс обмена был изменён на 1,327 рейхсмарки за 1 гульден. После освобождения Нидерландов гульден был восстановлен в качестве валюты. С 1 января 1999 г. в безналичных расчётах, а с 1 января 2002 г. в наличном обращении гульден был заменён на евро. Монеты обменивались на евро до 1 января 2007 г., банкноты можно будет обменять до 1 января 2032 г.
До 1832 года также использовался в Бельгии, до 1940 года на Нидерландских Антильских островах, до 1962 года в Суринаме.

## Монеты
На момент введения евро в Нидерландах обращались монеты следующих номиналов:
- 5 центов — стювер (нидерл. stuiver)
- 10 центов — нидерл. dubbeltje
- 25 центов — нидерл. kwartje
- 1 гульден — нидерл. piek
- 2½ гульдена — рейксдальдер (нидерл. rijksdaalder)
- 5 гульденов — нидерл. vijfje (последняя введена в 1987 году, заменив банкноту, продолжавшую находиться в обращении до 1995 года)

Все монеты имели портрет королевы Беатрикс на лицевой стороне и простой рисунок на обратной. Монеты номиналом в 1, 2½ и 5 гульденов содержали также девиз нидерл. God zij met ons (С нами Бог).

### Монеты периодакороля Виллема I
|                      | ½ цента     |                                                   |                                                   |
| Художник:            | Художник:   | Монетный двор: Королевский монетный двор (Утрехт) | Монетный двор: Королевский монетный двор (Утрехт) |
| Номинал: ½ цента     | Металл:     | Тираж:                                            | Качество:                                         |
| Выпущена: 1821       | Диаметр:    | Вес:                                              | Рыночная цена:                                    |
|                      | ½ гульдена  |                                                   |                                                   |
| Художник:            | Художник:   | Монетный двор: Королевский монетный двор (Утрехт) | Монетный двор: Королевский монетный двор (Утрехт) |
| Номинал: ½ гульдена  | Металл:     | Тираж:                                            | Качество:                                         |
| Выпущена: 1829       | Диаметр:    | Вес:                                              | Рыночная цена:                                    |
|                      | 2½ гульдена |                                                   |                                                   |
| Художник:            | Художник:   | Монетный двор: Королевский монетный двор (Утрехт) | Монетный двор: Королевский монетный двор (Утрехт) |
| Номинал: 2½ гульдена | Металл:     | Тираж:                                            | Качество:                                         |
| Выпущена: 1840       | Диаметр:    | Вес:                                              | Рыночная цена:                                    |
|                      | 3 гульдена  |                                                   |                                                   |
| Художник:            | Художник:   | Монетный двор: Королевский монетный двор (Утрехт) | Монетный двор: Королевский монетный двор (Утрехт) |
| Номинал: 3 гульдена  | Металл:     | Тираж:                                            | Качество:                                         |
| Выпущена: 1820       | Диаметр:    | Вес:                                              | Рыночная цена:                                    |
|                      | 5 гульденов |                                                   |                                                   |
| Художник:            | Художник:   | Монетный двор: Королевский монетный двор (Утрехт) | Монетный двор: Королевский монетный двор (Утрехт) |
| Номинал: 5 гульдена  | Металл:     | Тираж:                                            | Качество:                                         |
| Выпущена: 1827       | Диаметр:    | Вес:                                              | Рыночная цена:                                    |

### Монеты периодакороля Виллема II
|                                | 1 гульден                      |                                                   |                                                   |
| Художник: Дэвид ван дер Келлен | Художник: Дэвид ван дер Келлен | Монетный двор: Королевский монетный двор (Утрехт) | Монетный двор: Королевский монетный двор (Утрехт) |
| Номинал: 1 гульден             | Металл: серебро 945 пробы      | Тираж: 4 673 000                                  | Качество:                                         |
| Выпущена: 1846                 | Диаметр: 28                    | Вес: 10                                           | Рыночная цена:                                    |
|                                | 2½ гульдена                    |                                                   |                                                   |
| Художник: Дэвид ван дер Келлен | Художник: Дэвид ван дер Келлен | Монетный двор: Королевский монетный двор (Утрехт) | Монетный двор: Королевский монетный двор (Утрехт) |
| Номинал: 2½ гульдена           | Металл: серебро 945 пробы      | Тираж: 6 053 000                                  | Качество:                                         |
| Выпущена: 1846                 | Диаметр: 38                    | Вес: 25                                           | Рыночная цена:                                    |

### Монеты периодакороля Виллема III
|                      | 2½ цента         |                                                   |                                                   |
| Художник:            | Художник:        | Монетный двор: Королевский монетный двор (Утрехт) | Монетный двор: Королевский монетный двор (Утрехт) |
| Номинал: 2½ цента    | Металл: бронза   | Тираж: 4.000.000                                  | Качество:                                         |
| Выпущена: 1877       | Диаметр: 23.7 мм | Вес: 4 г                                          | Рыночная цена:                                    |
|                      | 2½ гульдена      |                                                   |                                                   |
| Художник:            | Художник:        | Монетный двор: Королевский монетный двор (Утрехт) | Монетный двор: Королевский монетный двор (Утрехт) |
| Номинал: 2½ гульдена | Металл:          | Тираж:                                            | Качество:                                         |
| Выпущена: 1852       | Диаметр:         | Вес:                                              | Рыночная цена:                                    |

### Монеты периодакоролевы Вильгельмины
|                                      | ½ цента                              |                                                   |                                                   |
| Художник:                            | Художник:                            | Монетный двор: Королевский монетный двор (Утрехт) | Монетный двор: Королевский монетный двор (Утрехт) |
| Номинал: ½ цента                     | Металл:                              | Тираж:                                            | Качество:                                         |
| Выпущена: 1940                       | Диаметр:                             | Вес:                                              | Рыночная цена:                                    |
|                                      | 1 цент                               |                                                   |                                                   |
| Художник:                            | Художник:                            | Монетный двор: Королевский монетный двор (Утрехт) | Монетный двор: Королевский монетный двор (Утрехт) |
| Номинал: 1 цент                      | Металл:                              | Тираж:                                            | Качество:                                         |
| Выпущена: 1948                       | Диаметр:                             | Вес:                                              | Рыночная цена:                                    |
|                                      | 2½ цента                             |                                                   |                                                   |
| Художник:                            | Художник:                            | Монетный двор: Королевский монетный двор (Утрехт) | Монетный двор: Королевский монетный двор (Утрехт) |
| Номинал: 2½ цента                    | Металл:                              | Тираж:                                            | Качество:                                         |
| Выпущена: 1941                       | Диаметр:                             | Вес:                                              | Рыночная цена:                                    |
|                                      | 5 центов                             |                                                   |                                                   |
| Художник:                            | Художник:                            | Монетный двор: Королевский монетный двор (Утрехт) | Монетный двор: Королевский монетный двор (Утрехт) |
| Номинал: 5 центов                    | Металл:                              | Тираж:                                            | Качество:                                         |
| Выпущена: 1948                       | Диаметр:                             | Вес:                                              | Рыночная цена:                                    |
|                                      | 10 центов                            |                                                   |                                                   |
| Художник:                            | Художник:                            | Монетный двор: Королевский монетный двор (Утрехт) | Монетный двор: Королевский монетный двор (Утрехт) |
| Номинал: 10 центов                   | Металл:                              | Тираж:                                            | Качество:                                         |
| Выпущена: 1948                       | Диаметр:                             | Вес:                                              | Рыночная цена:                                    |
|                                      | 25 центов                            |                                                   |                                                   |
| Художник:                            | Художник:                            | Монетный двор: Королевский монетный двор (Утрехт) | Монетный двор: Королевский монетный двор (Утрехт) |
| Номинал: 25 центов                   | Металл:                              | Тираж:                                            | Качество:                                         |
| Выпущена: 1948                       | Диаметр:                             | Вес:                                              | Рыночная цена:                                    |
|                                      | ½ гульдена                           |                                                   |                                                   |
| Художник:                            | Художник:                            | Монетный двор: Королевский монетный двор (Утрехт) | Монетный двор: Королевский монетный двор (Утрехт) |
| Номинал: ½ гульдена                  | Металл:                              | Тираж:                                            | Качество:                                         |
| Выпущена: 1930                       | Диаметр:                             | Вес:                                              | Рыночная цена:                                    |
|                                      | 1 гульден 1-го типа (1892—1897)      |                                                   |                                                   |
| Художник: W. J. Schammer             | Художник: W. J. Schammer             | Монетный двор: Королевский монетный двор (Утрехт) | Монетный двор: Королевский монетный двор (Утрехт) |
| Номинал: 1 гульден                   | Металл: серебро 945 пробы            | Тираж: 2.500.000                                  | Качество:                                         |
| Выпущена: 1897                       | Диаметр: 28 мм                       | Вес: 10 г                                         | Рыночная цена:                                    |
|                                      | 1 гульден 5-го типа (1922—1944)      |                                                   |                                                   |
| Художник: Johannes Cornelis Wienecke | Художник: Johannes Cornelis Wienecke | Монетный двор: Королевский монетный двор (Утрехт) | Монетный двор: Королевский монетный двор (Утрехт) |
| Номинал: 1 гульден                   | Металл: серебро 720 пробы            | Тираж: 5.000.000                                  | Качество:                                         |
| Выпущена: 1929                       | Диаметр: 28 мм                       | Вес: 10 г                                         | Рыночная цена:                                    |
|                                      | 2½ гульдена                          |                                                   |                                                   |
| Художник:                            | Художник:                            | Монетный двор: Королевский монетный двор (Утрехт) | Монетный двор: Королевский монетный двор (Утрехт) |
| Номинал: 2½ гульдена                 | Металл:                              | Тираж:                                            | Качество:                                         |
| Выпущена: 1938                       | Диаметр:                             | Вес:                                              | Рыночная цена:                                    |
|                                      | 10 гульденов                         |                                                   |                                                   |
| Художник:                            | Художник:                            | Монетный двор: Королевский монетный двор (Утрехт) | Монетный двор: Королевский монетный двор (Утрехт) |
| Номинал: 10 гульденов                | Металл:                              | Тираж:                                            | Качество:                                         |
| Выпущена: 1912                       | Диаметр: 22,5 мм                     | Вес: 6,729 г                                      | Рыночная цена:                                    |

### Монеты периодакоролевы Юлианы
|                       | 1 цент          |                                                   |                                                   |
| Художник:             | Художник:       | Монетный двор: Королевский монетный двор (Утрехт) | Монетный двор: Королевский монетный двор (Утрехт) |
| Номинал: 1 цент       | Металл: Бронза  | Тираж:                                            | Качество:                                         |
| Выпущена: 1958        | Диаметр: 14 мм. | Вес:                                              | Рыночная цена:                                    |
|                       | 5 центов        |                                                   |                                                   |
| Художник:             | Художник:       | Монетный двор: Королевский монетный двор (Утрехт) | Монетный двор: Королевский монетный двор (Утрехт) |
| Номинал: 5 центов     | Металл:         | Тираж:                                            | Качество:                                         |
| Выпущена: 1980        | Диаметр: 21 мм  | Вес:                                              | Рыночная цена:                                    |
|                       | 10 центов       |                                                   |                                                   |
| Художник:             | Художник:       | Монетный двор: Королевский монетный двор (Утрехт) | Монетный двор: Королевский монетный двор (Утрехт) |
| Номинал: 10 центов    | Металл:         | Тираж:                                            | Качество:                                         |
| Выпущена: 1979        | Диаметр: 15 мм  | Вес:                                              | Рыночная цена:                                    |
|                       | 25 центов       |                                                   |                                                   |
| Художник:             | Художник:       | Монетный двор: Королевский монетный двор (Утрехт) | Монетный двор: Королевский монетный двор (Утрехт) |
| Номинал: 25 центов    | Металл:         | Тираж:                                            | Качество:                                         |
| Выпущена: 1971        | Диаметр: 19 мм  | Вес:                                              | Рыночная цена:                                    |
|                       | 1 гульден       |                                                   |                                                   |
| Художник:             | Художник:       | Монетный двор: Королевский монетный двор (Утрехт) | Монетный двор: Королевский монетный двор (Утрехт) |
| Номинал: 1 гульден    | Металл:         | Тираж:                                            | Качество:                                         |
| Выпущена: 1979        | Диаметр: 25 мм  | Вес:                                              | Рыночная цена:                                    |
|                       | 2½ гульдена     |                                                   |                                                   |
| Художник:             | Художник:       | Монетный двор: Королевский монетный двор (Утрехт) | Монетный двор: Королевский монетный двор (Утрехт) |
| Номинал: 2½ гульдена  | Металл:         | Тираж:                                            | Качество:                                         |
| Выпущена: 1978        | Диаметр: 29 мм  | Вес:                                              | Рыночная цена:                                    |
|                       | 10 гульденов    |                                                   |                                                   |
| Художник:             | Художник:       | Монетный двор: Королевский монетный двор (Утрехт) | Монетный двор: Королевский монетный двор (Утрехт) |
| Номинал: 10 гульденов | Металл:         | Тираж:                                            | Качество:                                         |
| Выпущена: 1970        | Диаметр:        | Вес:                                              | Рыночная цена:                                    |

### Монеты периодакоролевы Беатрикс
|                      | 5 центов         |                                                   |                                                   |
| Художник:            | Художник:        | Монетный двор: Королевский монетный двор (Утрехт) | Монетный двор: Королевский монетный двор (Утрехт) |
| Номинал: 5 центов    | Металл:          | Тираж:                                            | Качество:                                         |
| Выпущена: 1999       | Диаметр: 21 мм   | Вес:                                              | Рыночная цена:                                    |
|                      | 10 центов        |                                                   |                                                   |
| Художник:            | Художник:        | Монетный двор: Королевский монетный двор (Утрехт) | Монетный двор: Королевский монетный двор (Утрехт) |
| Номинал: 10 центов   | Металл: Никель   | Тираж: 30.000.000                                 | Качество:                                         |
| Выпущена: 1993       | Диаметр: 15 мм   | Вес: 1.52                                         | Рыночная цена:                                    |
|                      | 25 центов        |                                                   |                                                   |
| Художник:            | Художник:        | Монетный двор: Королевский монетный двор (Утрехт) | Монетный двор: Королевский монетный двор (Утрехт) |
| Номинал: 25 центов   | Металл:          | Тираж:                                            | Качество:                                         |
| Выпущена: 2000       | Диаметр: 19 мм   | Вес:                                              | Рыночная цена:                                    |
|                      | 1 гульден        |                                                   |                                                   |
| Художник:            | Художник:        | Монетный двор: Королевский монетный двор (Утрехт) | Монетный двор: Королевский монетный двор (Утрехт) |
| Номинал: 1 гульден   | Металл:          | Тираж:                                            | Качество:                                         |
| Выпущена: 2000       | Диаметр: 25 мм   | Вес:                                              | Рыночная цена:                                    |
|                      | 2½ гульдена      |                                                   |                                                   |
| Художник:            | Художник:        | Монетный двор: Королевский монетный двор (Утрехт) | Монетный двор: Королевский монетный двор (Утрехт) |
| Номинал: 2½ гульдена | Металл:          | Тираж:                                            | Качество:                                         |
| Выпущена: 1985       | Диаметр: 29 мм   | Вес:                                              | Рыночная цена:                                    |
|                      | 5 гульденов      |                                                   |                                                   |
| Художник:            | Художник:        | Монетный двор: Королевский монетный двор (Утрехт) | Монетный двор: Королевский монетный двор (Утрехт) |
| Номинал: 5 гульденов | Металл:          | Тираж:                                            | Качество:                                         |
| Выпущена: 1992       | Диаметр: 23,5 мм | Вес:                                              | Рыночная цена:                                    |

## Банкноты

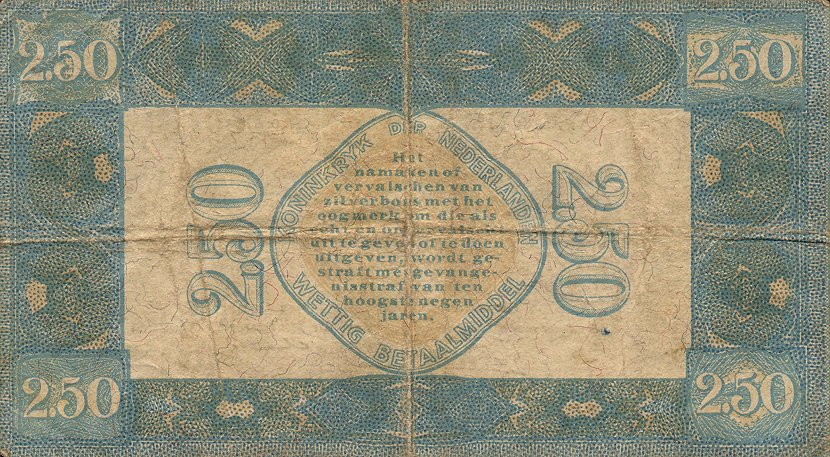
Банкнота 2,50 гульдена (1927)

Банкноты обращались в Нидерландах в 1814—1838 гг., и вновь были выпущены в 1846 году. После Первой мировой войны на банкнотах появились портреты людей.
На момент введения евро в Нидерландах обращались банкноты следующих достоинств: 10, 25, 50, 100, 250 и 1000 гульденов, двух серий — старой, с портретами знаменитых людей (кроме банкнот в 50 и 250 гульденов), и новой — с абстрактными композициями.
На банкнотах старой серии были помещены портреты:
- 5 гульденов — поэт Йост ван ден Вондел (банкнота заменена на монету в 1988)
- 10 гульденов — художник Франс Халс
- 25 гульденов — композитор Ян Питерсзон Свелинк
- 100 гульденов — адмирал Михаил Адриансзон Рюйтер
- 1000 гульденов — философ Барух Спиноза

| Банкноты        | Банкноты          | Банкноты      | Банкноты  | Банкноты | Банкноты        | Банкноты          | Банкноты   | Банкноты |      |
| Лицевая сторона | Оборотная сторона | Номинал       | € эквив.. | Размеры  | Описание        | Описание          | Дата       | Дата     | Дата |
| Лицевая сторона | Оборотная сторона | Номинал       | € эквив.. | Размеры  | Лицевая сторона | Оборотная сторона | отпечатана | выпущена |      |
| --------------- | ----------------- | ------------- | --------- | -------- | --------------- | ----------------- | ---------- | -------- | ---- |
|                 |                   | 1 гульден     | 0,45      |          | Королева Юлиана |                   | 1943       |          |      |
|                 |                   | 10 гульденов  | 4,54      |          |                 |                   | 1930       |          |      |
|                 |                   | 100 гульденов | 45,37     |          |                 |                   | 1935       |          |      |